# Peter Puck

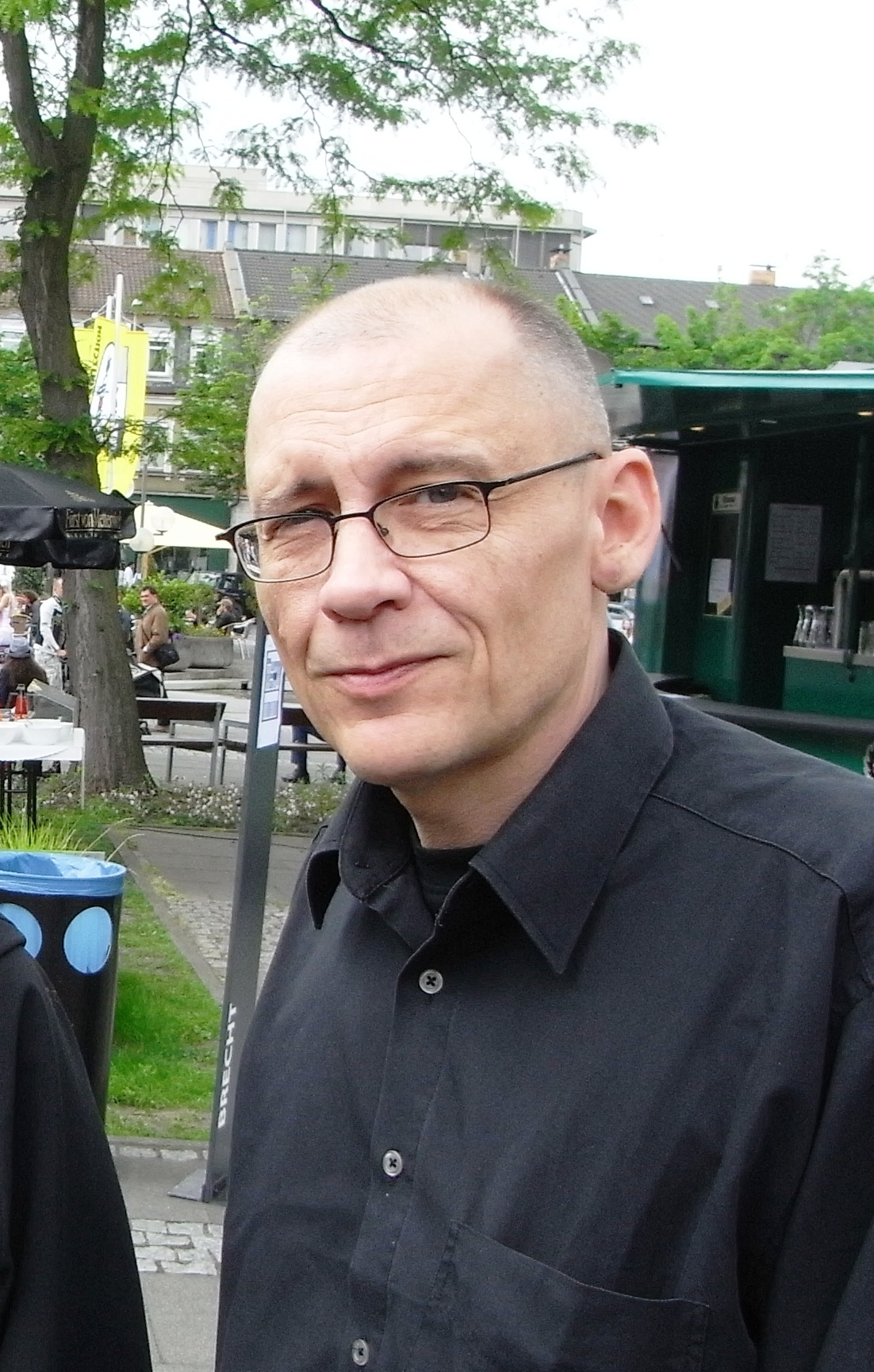
Peter Puck (2008)
auf dem Comic-Salon Erlangen

Peter Puck (* Juli 1960 in Heidenheim an der Brenz) ist ein deutscher Comiczeichner.
Er studierte in Tübingen Empirische Kulturwissenschaft und Neuere Deutsche Literatur. Von 1985 bis 2005 erschien seine satirische Serie Rudi in verschiedenen Stadtmagazinen, später auch in Satire- und Comic-Magazinen wie Irre cool oder Zack. Ab 1987 wurden die Rudi-Comics in Sammelbänden veröffentlicht. Diese erschienen erst bei Heinzelmännchen und seit 2005 bei Ehapa, wo die Alben aus der Heinzelmännchen-Ära farbig nachgedruckt wurden. Von den ersten vier regulären Alben gibt es die Erstauflage mit Softcover, als auch auf je 500 Exemplare limitierte Hardcover-Nachdrucke von 1995.
Peter Puck beschäftigt sich nicht nur mit seinen Comic Strips: er arbeitet zusätzlich als Zeichner für Werbeagenturen, fertigt zum Beispiel Cartoons für die Mitarbeiterzeitschrift der deutschen Niederlassung von Hewlett-Packard an und leitet Zeichenworkshops. Als einziges Hobby nennt er Plattensammeln und DJing speziell von türkischer Popmusik.

## Werke

### Rudi
- Alle lieben Rudi. Heinzelmännchen, Stuttgart 1987, ISBN 3-927969-00-1.
- Rudi gibt nicht auf. Heinzelmännchen, Stuttgart 1989, ISBN 3-927969-04-4.
- Mein Freund Rudi. Heinzelmännchen, Stuttgart 1992, ISBN 3-927969-05-2.
- Rudi ist riesig. Heinzelmännchen, Stuttgart 1994. (Auf 198 Stück limitiertes, überformatiges Album, das einige Rudi-Comics in Originalgröße zeigt.)
- Keiner ist wie Rudi. Heinzelmännchen, Stuttgart 1995, ISBN 3-927969-07-9.
- Rudi – Freunde für’s Leben. Heinzelmännchen, Stuttgart 1998, ISBN 3-927969-12-5.
- Ein Fest für Rudi. Heinzelmännchen, Stuttgart 2001, ISBN 3-927969-15-X.
- Immer Ärger mit Rudi. Ehapa, Köln 2005, ISBN 3-7704-2905-2.
- Ein Fest für Rudi. Ehapa, Köln 2006, ISBN 978-3-7704-2983-7, kolorierte Neuausgabe.
- Rudi – Freunde fürs Leben. Ehapa, Köln 2006, ISBN 978-3-7704-2979-0, kolorierte Neuausgabe.
- Keiner ist wie Rudi. Ehapa, Köln 2007, ISBN 978-3-7704-2982-0, kolorierte Neuausgabe.
- Mein Freund Rudi. Ehapa, Köln 2007, ISBN 978-3-7704-2981-3, kolorierte Neuausgabe.
- Rudi gibt nicht auf. Ehapa, Köln 2008, ISBN 978-3-7704-2980-6, kolorierte Neuausgabe.
- Alle lieben Rudi. Ehapa, Köln 2008, ISBN 978-3-7704-2949-3, kolorierte Neuausgabe.
- FETT & KOMPLETT. Ehapa, Köln 2015, ISBN 978-3-7704-3862-4, Gesamtausgabe mit vielen Extras.

### Beiträge in Sammelbänden / weitere Werke
- Thanks, Carl! Ehapa, Köln 2001, eine Seite.
- Helge Timmerberg: Timmerbergs Reise-ABC. Mit 21 Cartoons von Peter Puck. Solibro, Münster 2004, ISBN 3-932927-20-6.

## Auszeichnungen
- 2002 Max-und-Moritz-Preis des Internationalen Comic-Salons Erlangen für den besten deutschsprachigen Comic-Künstler